# W bagnie Los Angeles
W bagnie Los Angeles (ang. Devil in a Blue Dress) – amerykański dramat kryminalny z 1995 roku w reżyserii Carla Franklina, który także napisał scenariusz. Światowa premiera odbyła się 16 września 1995 roku. W rolach głównych wystąpili Denzel Washington, Tom Sizemore, Jennifer Beals, Don Cheadle oraz Maury Chaykin. Muzykę do filmu skomponował Elmer Bernstein.
Film powstał na podstawie książki Śmierć w błękitnej sukience Waltera Mosleya.
Obraz zdobył nagrodę Stowarzyszenia Krytyków Filmowych z Los Angeles (LAFCA) w kategorii "Najlepszy aktor drugoplanowy" Don Cheadle oraz nagrodę Amerykańskiego Stowarzyszenia Krytyków Filmowych (NSFC) w kategorii "Najlepszy aktor drugoplanowy" Don Cheadle i "Najlepsze zdjęcia" Tak Fujimoto.

## Fabuła
Akcja toczy się w 1948 w Los Angeles. Czarnoskóry weteran II wojny światowej, Ezekiel "Easy" Rawlins (Denzel Washington), bezskutecznie poszukuje pracy.   Sytuacja zmusza go do podjęcia ryzykownego zadania, które polega na odnalezieniu zaginionej, białej kobiety Daphne Monet (Jennifer Beals), narzeczonej bogatego kandydata na burmistrza Miasta Aniołów. Od niej bowiem może zależeć, kto zostanie nowym burmistrzem miasta. Zadanie, na pozór nietrudne, okazuje się niezwykle niebezpieczne i przekonuje naszego bohatera, że Los Angeles to rzeczywiście tytułowe bagno.

## Obsada
- Denzel Washington jako Ezekiel "Easy" Rawlins
- Tom Sizemore jako DeWitt Albright
- Jennifer Beals jako Daphne Monet
- Don Cheadle jako Mouse Alexander
- Maury Chaykin jako Matthew Terell
- Terry Kinney jako Todd Carter
- Mel Winkler jako Joppy
- Albert Hall jako Degan Odell
- Lisa Nicole Carson jako Coretta James
- Jernard Burks jakos Dupree Brouchard
- David Wolos-Fonteno jako Junior Fornay
- John Roselius jako detektyw Mason
- Beau Starr jako detektyw Jack Mille
- Steven Randazzo jako Benny Giacomo
- Scott Lincoln jako Richard McGee
- L. Scott Caldwell jako Hattie May Parsons